# William Anson (3e baronnet)
William Reynell Anson, 3e baronnet, (14 novembre 1843 - 4 juin 1914) est un juriste britannique et un homme politique du Parti libéral unioniste.

## Jeunesse et éducation
Il est né à Walberton, Sussex, le fils aîné de John William Hamilton Anson, 2e baronnet, et de son épouse Elizabeth Catherine Pack. Formé au Collège d'Eton, 1857-1862 et au Balliol College d'Oxford, 1862-1866, il suit un premier cours dans les deux Modérations classiques, 1863, et Literae Humaniores («Grands», une combinaison de philosophie et d'histoire ancienne), 1866. Il est élu fellow de All Souls College l'année suivante.

## Carrière juridique et politique
En 1869, il est admis au Barreau et rejoint le circuit national jusqu'en 1873, date à laquelle il devient baronnet. En 1874, il devient lecteur vinerien de droit anglais à Oxford, poste attaché à un Fellowship d'All Souls College, qu'il occupe jusqu'à ce qu'il devienne, en 1881, Warden de All Souls.
Anson s'identifie aux intérêts locaux et universitaires et devient échevin de la ville d'Oxford en 1892, président des trimestres de session du comté en 1894, vice-chancelier de l'Université d'Oxford en 1898-1899 et chancelier du diocèse d'Oxford en 1899. Cette année-là, il est élu, sans opposition, en tant que député de l'Université d'Oxford sous l'étiquette libérale unioniste, et par conséquent démissionne de la vice-présidence.
Au Parlement, il conserve un intérêt actif pour l'éducation, étant membre du nouveau comité consultatif du Board of Education en 1900, et en août 1902, il devient le premier secrétaire parlementaire du Board of Education, poste qu'il occupe jusqu'en 1905. Il est nommé conseiller privé en 1911.
Il participe activement à la fondation d'une école de droit à Oxford et enseigne le droit aux étudiants de premier cycle du Trinity College d'Oxford de 1886 à 1898. Ses volumes sur les principes du droit anglais des contrats (1884, 11e éd. 1906), et sur le droit et les coutumes de la Constitution en deux parties, "The Parliament" et "The Crown" (1886–1892, 3ème éd. 1907, pt.1 .vol. Ii.), sont des ouvrages classiques .
Il reçoit le doctorat honorifique en droit (LL. D.) de l'Université Victoria de Manchester en février 1902, dans le cadre des célébrations du jubilé de la création de l'université.
Il est membre du conseil d'administration de l'école Abingdon de 1900 jusqu'à sa mort en 1914.

## Vie privée

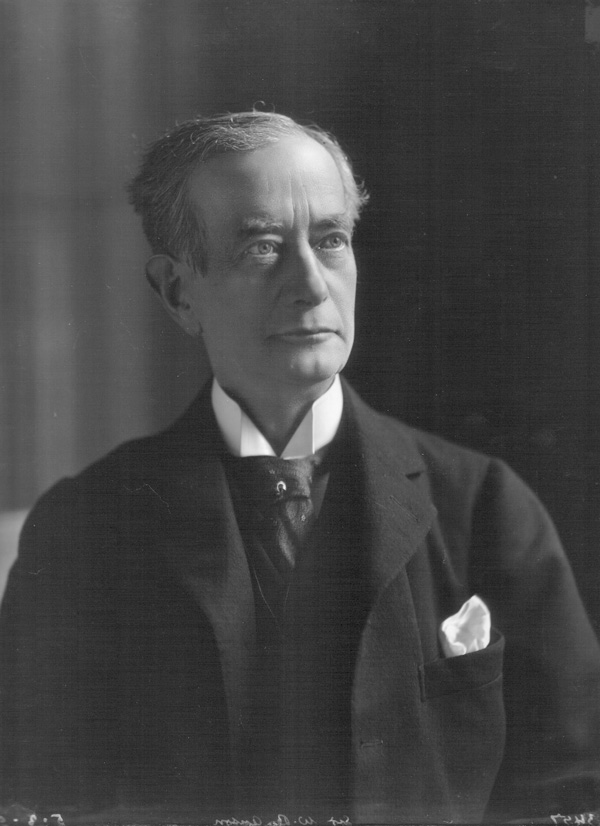
Sir William Reynell Anson (1843-1914), photographié le 5 mars 1906.

Anson est décédé en juin 1914, à l'âge de 70 ans. Il ne s'est jamais marié et son neveu, Denis lui succède comme baronnet.